# The Book of the White Earl
The Book of the White Earl (en français Le Livre du Comte Blanc) est un ouvrage religieux et littéraire irlandais composé vers 1404–1452.
The Book of the White Earl, connu maintenant comme le Bodleian Laud Misc. MS 610, consiste en douze folios insérés dans le Leabhar na Rátha, alias The Book of Pottlerath. Il a été créé par des scribes gaéliques sous le patronage du comte James Butler (1392–1452), surnommé le « White Earl ». Henry et Marsh-Michel le décrivent ainsi :

« Les somptueuses initiales de ce livre ne sont pas une répétition plus ou moins servile de l'œuvre du XIIe siècle ... l'œuvre du scribe est également éblouissante. Il joue comme un virtuose avec différentes tailles de script, la plus grande taille ayant une majestueuse qualité décorative. Le contenu n'est pas moins remarquable; le Martyrologe d'Óengus, le Acallam na Senórach et un  Dindsenchas (en). Le motif de feuillage est probablement inspiré de modèles étrangers, mais est si complètement intégré que l'emprunt ne se réalise que sur fond de réflexion. Les initiales sont grandes, audacieuses et dessinées dans des lignes fermes et des couleurs vives »

James Butler est connu pour avoir été fortement gaélisé. Il était un locuteur en irlandais et semble avoir été le premier des seigneurs anglo-irlandais à avoir eu, à son service, un brehon, en la personne de Domhnall Mac Flannachadha. Butler attribue des domaines à Mac Flannchadha dans l'actuel comté de Tipperary.

## Source
- (en) Manuscripts and illuminations 1169-1603, par Francoise Henry et Genevieve Louise Marsh-Micheli, dans A New History of Ireland, pp. 801–803, volume II.